# McKinley Park
McKinley Park és una concentració de població designada pel cens dels Estats Units a l'estat d'Alaska. Segons el cens del 2007 tenia 137 habitants.

## Demografia
Segons el cens del 2000, McKinley Park tenia 142 habitants, 72 habitatges, i 31 famílies La densitat de població era de 0,3 habitants/km².
Dels 72 habitatges en un 15,3% hi vivien nens de menys de 18 anys, en un 40,3% hi vivien parelles casades, en un 2,8% dones solteres, i en un 55,6% no eren unitats familiars. En el 41,7% dels habitatges hi vivien persones soles l'1,4% de les quals corresponia a persones de 65 anys o més que vivien soles. El nombre mitjà de persones vivint en cada habitatge era d'1,97 i el nombre mitjà de persones que vivien en cada família era de 2,78.
Per edats la població es repartia de la següent manera: un 16,9% tenia menys de 18 anys, un 3,5% entre 18 i 24, un 43% entre 25 i 44, un 33,1% de 45 a 60 i un 3,5% 65 anys o més.
L'edat mediana era de 41 anys. Per cada 100 dones hi havia 153,6 homes. Per cada 100 dones de 18 o més anys hi havia 145,8 homes.
La renda mediana per habitatge era de 53.750 $ i la renda mediana per família de 64.583 $. Els homes tenien una renda mediana de 56.250 $ mentre que les dones 31.250 $. La renda per capita de la població era de 27.255 $. Aproximadament el 8,6% de les famílies i l'11,5% de la població estaven per davall del llindar de pobresa.

## Poblacions més properes
El següent diagrama mostra les poblacions més properes.